# Jozef Osúch
Jozef Osúch (5. května 1925 – ???) byl slovenský a československý politik Komunistické strany Slovenska a poúnorový poslanec Národního shromáždění ČSR a Národního shromáždění ČSSR.

## Biografie
Ve volbách roku 1954 byl zvolen do Národního shromáždění za KSS ve volebním obvodu Topoľčany. Mandát obhájil ve volbách v roce 1960 (nyní již jako poslanec Národního shromáždění ČSSR za Západoslovenský kraj). V Národním shromáždění zasedal až do konce jeho funkčního období, tedy do voleb v roce 1964.
K roku 1954 se profesně uvádí jako technik národního podniku Kablo.